# Uslowoje (Kaliningrad, Krasnosnamensk)

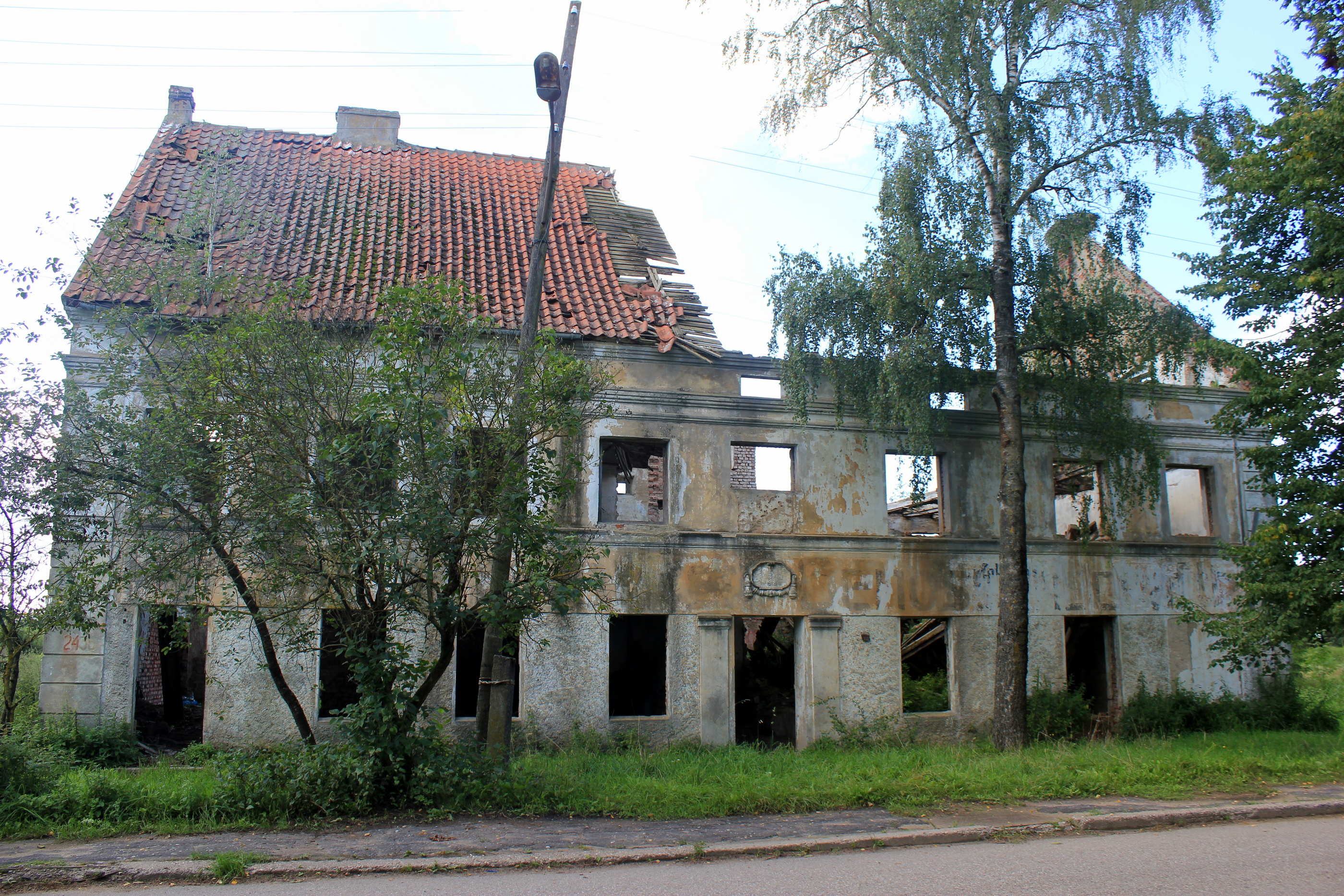
Ruine des ehemaligen Genossenschafts-Gebäudes im Ortszentrum

Uslowoje (russisch Узловое, deutsch Rautenberg (Ostpr.)) ist ein Ort im Nordosten der russischen Oblast Kaliningrad. Er liegt im Rajon Krasnosnamensk und gehört zur kommunalen Selbstverwaltungseinheit Munizipalkreis Krasnosnamensk.

## Geographische Lage
Uslowoje liegt an der Kommunalstraße 27K-187, die Lunino (Lengwethen/Hohensalzburg) an der Regionalstraße 27A-033 (ex A198) und Sabrodino (Lesgewangminnen/Lesgewangen) mit Wesnowo (Kussen) an der Regionalstraße 27A-025 (ex R508) verbindet. Bis in die ursprüngliche Kreisstadt Neman (Ragnit) sind es 30, zur nachmaligen Kreisstadt Sowetsk (Tilsit) 40 Kilometer, und die heutige Rajonsstadt Krasnosnamensk (Lasdehnen/Haselberg) liegt 18 Kilometer weit entfernt.
Von 1893/94 an war „Rautenberg (Ostpr.)“ Bahnstation an der eingleisigen Bahnstrecke von Tilsit nach Stallupönen (1938–1945 Ebenrode), die nach 1945 nicht wieder in Betrieb genommen wurde.

## Ortsteile
An Rautenberg bzw. Uslowoje wurden folgende Ortsteile angeschlossen:
| Ortsname (1928) | Änderungsname von 1938 | Jahr der Eingliederung | Lage                         | Bemerkungen |
| --------------- | ---------------------- | ---------------------- | ---------------------------- | --- |
| Antagminehlen   | Kernwalde              | 1928                   | 54° 51′ 28″ N, 22° 16′ 19″ O | Nicht mehr vorhanden |
| Barachelen      | Brachfeld              | um 1960 (?)            | 54° 51′ 28″ N, 22° 18′ 28″ O | |
| Friedrichswalde |                        | 1928                   | 54° 50′ 49″ N, 22° 16′ 49″ O | Nicht mehr vorhanden |
| Kamanten        |                        | 1928                   | 54° 52′ 12″ N, 22° 16′ 26″ O | |
| Neu-Löbegallen  | Neulöbenau             | um 1980                | 54° 52′ 29″ N, 22° 23′ 32″ O | Laut Karte. Gehörte bis 1945 zum Gutsbezirk bzw. der Landgemeinde Löbegallen (Löbenau) und von 1950 bis etwa 1980 zu Meschduretschje |

Auch das nicht mehr vorhandene ehemalige Girrehlischken A (nach 1928 zu Droszwalde), russisch Krasnoselskoje, gehörte möglicherweise um 1960 noch kurzzeitig zu Uslowoje.

## Geschichte
Bei dem Ort Rautenberg handelte es sich um eine relativ späte Gründung. Seine Namensgebung leitete sich wohl von Gottfried Rautenberg ab, der im Jahre 1772 das Gelände vom Gutsbesitzer Hofer in Groß Skaisgirren gekauft hatte. Die Familie Rautenberg war aus dem heute niedersächsischen Gebiet zwischen Hildesheim und Celle nach Ostpreußen ausgewandert. Auf einer Karte von 1818 war der Ort noch nicht verzeichnet. Erst 1818 wurde er in einem Dokument des Regierungsbezirks Gumbinnen als Ansiedlung mit drei Feuerstellen und 18 Einwohnern genannt – zur Domäne Lesgewangminnen gehörend.
Am 30. Juni 1874 wurde die selbständige Landgemeinde Rautenberg im Kreis Ragnit gegründet, in deren südöstlichsten Teil an der Grenze zum Kreis Pillkallen gelegen. Gleichzeitig wurde der Ort auch namensgebend für einen neu gebildeten Amtsbezirk. 1928 wurden die Landgemeinden Antagminehlen, Friedrichswalde und der Gutsbezirk Kamanten an die Landgemeinde Rautenberg angeschlossen.
Im Herbst 1944 zwang der Verlauf des Zweiten Weltkrieges die Bevölkerung von Rautenberg zur Flucht. Mit dem gesamten nördlichen Ostpreußen kam das Dorf unter sowjetische Administration.
Im Jahre 1947 erhielt Rautenberg die russische Bezeichnung Uslowoje und wurde gleichzeitig dem Dorfsowjet Tolstowski selski Sowet im Rajon Krasnosnamensk zugeordnet. Später gelangte Uslowoje in den Wesnowski selski Sowet. Von 2008 bis 2015 gehörte Uslowoje zur Landgemeinde Wesnoswkoje selskoje posselenije, von 2016 bis 2021 zum Stadtkreis Krasnosnamensk und seither zum Munizipalkreis Krasnosnamensk.

### Einwohnerentwicklung
| Jahr | Einwohner | Bemerkungen                  |
| ---- | --------- | ---------------------------- |
| 1867 | 94        | Als Kolonie                  |
| 1871 | 100       | Als Kolonie                  |
| 1885 | 102       |                              |
| 1905 | 223       |                              |
| 1910 | 297       |                              |
| 1925 | 278       |                              |
| 1933 | 666       | Mit den eingemeindeten Orten |
| 1939 | 580       |                              |
| 1984 | ~ 530     |                              |
| 2002 | 566       |                              |
| 2010 | 562       |                              |
| 2021 | 454       |                              |

### Amtsbezirk Rautenberg 1874–1945
Am 15. April 1874 wurde der bis 1945 bestehende Amtsbezirk Rautenberg aus 20 Landgemeinden (LG) und einem Gutsbezirk (GB) gebildet.
| Ortsname                          | Änderungsname von 1938 | Russischer Name nach 1945 | Bemerkungen                                                                                 |
| --------------------------------- | ---------------------- | ------------------------- | ------------------------------------------------------------------------------------------- |
| Landgemeinden:                    |                        |                           |                                                                                             |
| Alt Moritzlauken                  | Altmoritzfelde         | Kortschagino              | 1930 in die LG Birkenfelde eingegliedert                                                    |
| Alt Wingeruppen                   | Windungen              | Dunaiskoje                |                                                                                             |
| Antagminehlen                     | Kernwalde              |                           | 1928 in die LG Rautenberg eingegliedert                                                     |
| Baltruschatschen                  | Balzershöfen           | Jakowlewo                 |                                                                                             |
| Barachelen                        | Brachfeld              | (Uslowoje)                | 1879 in den GB Groß Skaisgirren eingegliedert, 1912 in die LG Klein Skaisgirren umgemeindet |
| Birkenfelde                       |                        | Stolbowoje                |                                                                                             |
| Czuppen                           | Schuppen               | Dunaiskoje                |                                                                                             |
| Friedrichswalde                   |                        |                           | 1928 in die LG Rautenberg eingegliedert                                                     |
| (Groß) Kamanten                   |                        | (Uslowoje)                | Seit 1909 GB, 1928 in die LG Rautenberg eingegliedert                                       |
| Groß Skaisgirren                  | Großschirren           | Sorokino auch: Dunaiskoje | Seit 1879 oder wenig später GB. 1928 in die LG Karohnen eingegliedert                       |
| Grünfelde                         |                        |                           | 1879 in den GB Groß Skaisgirren eingegliedert                                               |
| Karalkehmen                       | Karlen                 | Kaschtanowka              | 1928 mit dem GB Lindenthal zur LG Lindenthal zusammengeschlossen                            |
| Karohnen                          |                        | Korobowo                  |                                                                                             |
| Klein Skaisgirren                 | Lichtenrode (Ostpr.)   |                           |                                                                                             |
| Kubillehnen                       | Kuben                  | Kusmino                   |                                                                                             |
| Laugallen (Kirchspiel Rautenberg) | Kleehausen             | Mostowoje                 |                                                                                             |
| Neu Moritzlauken                  | Moritzfelde            | Kortscharino              |                                                                                             |
| Neu Wischteggen                   | Henndorf               | Priwolnoje                |                                                                                             |
| Rautenberg                        |                        | Uslowoje                  |                                                                                             |
| Welnabalis                        | Jägerfeld (seit 1927)  |                           |                                                                                             |
| Gutsbezirk:                       |                        |                           |                                                                                             |
| Lindenthal                        |                        |                           | seit 1928 LG                                                                                |

Am 1. Januar 1945 gehörten noch 13 Gemeinden zum Rautenberger Amtsbezirk: Balzershöfen, Birkenfelde, Henndorf, Jägerfeld, Karlen, Karohnen, Lichtenrode, Kleehausen, Kuben, Moritzfelde, Rautenberg, Schuppen und Windungen.

### Antagminehlen (Kernwalde)
Der am Ackmenis-Bach (1938 bis 1945: Steinbach, heute russisch: Serebrjanka) gelegene Ort, zunächst Klein Antagminnen genannt, wurde um 1820 als erbfreies Dorf mit 30 Einwohnern bezeichnet. 1874 wurde die Landgemeinde Antagminehlen dem neu gebildeten Amtsbezirk Rautenberg zugeordnet. 1928 erfolgte der Anschluss an die Landgemeinde Rautenberg. Dort wurde der Ortsteil 1938 in Kernwalde umbenannt.
Ob der Ort nach 1945 noch wiederbesiedelt wurde, ist unbekannt.

#### Einwohnerentwicklung
| Jahr | Einwohner |
| ---- | --------- |
| 1867 | 59        |
| 1871 | 52        |
| 1885 | 55        |
| 1905 | 35        |
| 1910 | 45        |

### Barachelen (Brachfeld)
Das einen Kilometer östlich von Rautenberg gelegene Barachelen war um 1820 ein erbfreies Dorf mit 24 Einwohnern. 1874 wurde die Landgemeinde Barachelen dem neu gebildeten Amtsbezirk Rautenberg zugeordnet. 1879 wurde sie an den Gutsbezirk Groß Skaisgirren angeschlossen und 1912 in die Landgemeinde Klein Skaisgirren umgemeindet. Dort erfolgte 1938 die Umbenennung in Brachfeld.
1945 kam der Ort zur Sowjetunion. Dort wurde er offenbar zunächst an Priwolnoje und dann an Uslowoje angeschlossen.

#### Einwohnerentwicklung
| Jahr | Einwohner | Bemerkungen                               |
| ---- | --------- | ----------------------------------------- |
| 1867 | 50        |                                           |
| 1871 | 50        |                                           |
| 1885 | 58        | Als Teil des Gutsbezirks Groß Skaisgirren |
| 1905 | 61        | Als Teil des Gutsbezirks Groß Skaisgirren |

### Friedrichswalde
Der wie Antagminehlen am Ackmenis-Bach gelegene Ort Friedrichswalde war um 1820 ein erbfreies Dorf mit 63 Einwohnern. 1874 wurde die Landgemeinde Friedrichswalde dem neu gebildeten Amtsbezirk Rautenberg zugeordnet. 1928 erfolgte der Anschluss an die Landgemeinde Rautenberg.
Ob der Ort nach 1945 noch wiederbesiedelt wurde, ist unbekannt.

#### Einwohnerentwicklung
| Jahr | Einwohner |
| ---- | --------- |
| 1867 | 142       |
| 1871 | 153       |
| 1885 | 155       |
| 1905 | 187       |
| 1910 | 197       |

### Kamanten
Auf der Schrötterkarte von 1802 war der am Hauptweg von Lesgewangminnen nach Kussen gelegene Ort als Camanten eingezeichnet. Um 1820 war der nun mit Groß Kamanten bezeichnete Ort ein Schatull-kölmisches Dorf mit 15 Einwohnern. Daneben gab es drei Kilometer weiter östlich zwischen Birkenfelde (Birkenfeldt) und Neu Wischteggen (Wistaggen) das Erbfreigut Klein Kamanten (Klein Camanten) mit um 1820 vier Bewohnern. Seit 1818 gehörte Groß Kamanten zum neu gebildeten Kreis Pillkallen. Offenbar im Zusammenhang mit der Bildung der neuen Amtsbezirke im Jahr 1874 wurde die Landgemeinde (Groß) Kamanten in den Kreis Ragnit umgegliedert und dort dem Amtsbezirk Rautenberg zugeordnet. 1909 erfolgte die Umwandlung in den Gutsbezirk Kamanten. 1928 wurde dieser an die Landgemeinde Rautenberg angeschlossen.

#### Einwohnerentwicklung
| Jahr | Einwohner | Bemerkungen                       |
| ---- | --------- | --------------------------------- |
| 1867 | 81        | Als Kamanten, im Kreis Pillkallen |
| 1871 | 97        | Als Kamanten, im Kreis Pillkallen |
| 1885 | 75        | Als Kamanten, im Kreis Ragnit     |
| 1905 | 116       | Als Groß Kamanten                 |
| 1910 | 127       | Als Groß Kamanten                 |
| 1925 | 118       |                                   |

## Kirche

### Kirchengebäude
Im Jahre 1867 begann man in Rautenberg mit dem Bau einer Kirche. Sie entstand auf den Grundmauern eines Pferdestalls des Gutsbesitzers Hofer aus Groß Skaisgirren. 1876 wurde das Gotteshaus eingeweiht.
Es handelte sich um ein schlichtes, rechteckiges Gebäude mit einem Giebelturm als Träger für eine Glocke. Es bot etwa 500 Menschen Platz. Im Kriege wurde die Kirche nur unwesentlich in Mitleidenschaft gezogen. Nach 1945 diente sie als Lagerhalle und verfiel. 1998 standen von dem Gebäude nur noch Ruinenreste, die abgerissen und beseitigt wurden.

### Kirchengemeinde/Kirchspiel
Vor 1945 war die Bevölkerung Rautenbergs und Umgebung fast ausnahmslos evangelischer Konfession. Die erst späte Gründung einer Kirchengemeinde führte dazu, dass man ab 1866 ein Kirchspiel Friedrichswalde bildete, für das ein Gebäude auf dem Gelände des Gutsbesitzers Liebe als Gotteshaus genutzt wurde.
Das Kirchspiel Friedrichswalde entstand durch Umpfarrungen von Orten aus den bereits bestehenden Kirchspielen Budwethen, Kraupischken und Kussen. Das nachmalige Kirchspiel Rautenberg, war bis 1919 Teil des Kirchenkreises Ragnit, danach der Diözese Ragnit im Kirchenkreis Tilsit-Ragnit in der Kirchenprovinz Ostpreußen der Kirche der Altpreußischen Union.
Infolge des Zweiten Weltkrieges und dem Verbot aller kirchlichen Aktivitäten in der Sowjetunion erlosch die Kirchengemeinde Rautenberg. Erst in den 1990er Jahren bildeten sich in der Oblast Kaliningrad wieder evangelische Gemeinden. Die Uslowoje am nächsten liegende ist die in Sabrodino (Lesgewangminnen/Lesgewangen), die zur ebenfalls neu errichteten Propstei Kaliningrad in der Evangelisch-Lutherischen Kirche Europäisches Russland gehört.